# استاتس‌برگ (نیویورک)
استاتس‌برگ (به انگلیسی: Staatsburg) یک منطقهٔ مسکونی در ایالات متحده آمریکا است که در نیویورک واقع شده‌است. استاتس‌برگ ۲٫۷۶ کیلومتر مربع مساحت و ۳۷۷ نفر جمعیت دارد و ۹٫۱۴ متر بالاتر از سطح دریا واقع شده‌است.